# 布申卡
48°50′4″N 28°27′25″E / 48.83444°N 28.45694°E
布申卡（烏克蘭語：Бушинка），是烏克蘭的村落，位於該國西南部文尼察州，由文尼察區負責管轄，始建於1809年，面積22平方公里，海拔高度287米，2001年人口498，人口密度每平方公里22.63人。